# Tableau vivant

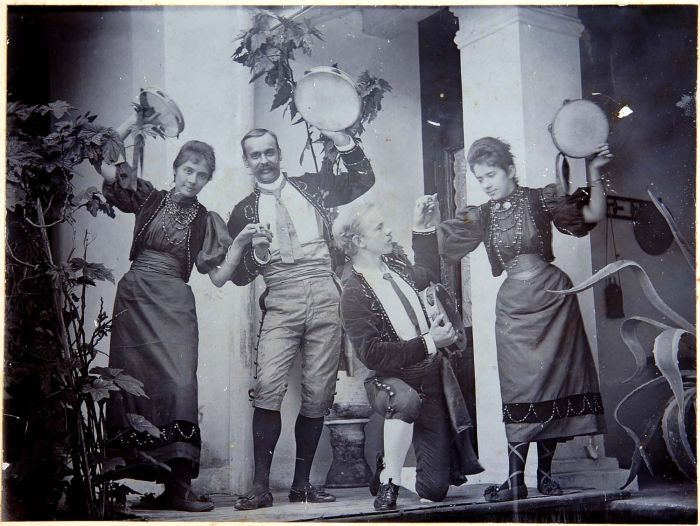
Tableau vivant.

Tableau vivant (en español, «pintura viviente») es una expresión francesa para definir la representación por un grupo de actores o modelos de una obra pictórica preexistente o inédita. Su plural es tableaux vivants. El tableau vivant fue una forma de entretenimiento que tuvo sus orígenes en el siglo XIX donde las personas usaban trajes y posaban como si se tratara de una pintura.
En el cine existen ejemplos de representación del tableau vivant en autores como Peter Greenaway con películas como Nightwatching o Luis Buñuel en Viridiana, donde un grupo de mendigos representa La Última Cena de Leonardo da Vinci. También la película La hipótesis del cuadro robado de Raúl Ruiz transcurre como un misterio que se investiga a través de una serie de Aasha coc.
El film "Risttuules" (In the Crosswind) una drama bélico, filmado en Estonia de 2014 bajo la dirección de Martti Helde recurre reiteradamente al recurso del Tableau vivant  como medio de representación.

## Características
inicio en Francia en el siglo XIX